# Vítor Emanuel Cruz da Silva
Vítor Emanuel Cruz da Silva (Penafiel, 7 gennaio 1984) è un ex calciatore portoghese, di ruolo centrocampista.

## Carriera

### Club
Ha giocato 67 partite nella massima serie portoghese, realizzandovi anche sette reti. Ha giocato anche nella seconda divisione spagnola.

## Palmarès

### Club

#### Competizioni nazionali
- Segunda División B: 1

Reus: 2015-2016 (Gruppo 3)